# Packie Bonner
Patrick Joseph "Packie" ("Pat") Bonner, född 24 maj 1960, är en irländsk före detta professionell fotbollsmålvakt som spelade för fotbollsklubben Celtic mellan 1978 och 1998. Han vann fyra ligamästerskap, tre Scottish Cup och två Scottish League Cup. Bonner spelade också 80 landslagsmatcher för det irländska fotbollslandslaget mellan 1981 och 1996.